# ISO 13855
Die Norm ISO 13855 ist eine sicherheitsspezifische Norm. Sie ist als EN ISO 13855 im Amtsblatt der EU unterhalb der Maschinenrichtlinie gelistet. Daher geht von ihr die Vermutungswirkung bei der Konformitätsbewertung von Maschinen aus.

## Einordnung
Die Norm macht Vorgaben für die Berechnung des Nachlaufes von gefahrbringenden Aktoren, Anordnung und Mindestabstände berührungslos wirkende Schutzeinrichtungen, druckempfindliche Schutzeinrichtungen, Zweihandschaltungen sowie verriegelt trennende Schutzeinrichtungen ohne Zuhaltungen.
Für die Anwendung im nicht-industriellen Umfeld werden Kinder anthropometrisch teilweise berücksichtigt, unterschiedliche Annäherungsgeschwindigkeiten liegen aktuell noch nicht vor.